# Карукая
Карукая (Karukaya, яп. 刈萱) — ескадрений міноносець Імперського флоту Японії, який взяв участь у Другій світовій війні.
Корабель, який став восьмим серед есмінців типу «Вакатаке», спорудили у 1923 році на верфі компанії Fujinagata в Осаці.
У травні 1938-го під час Другої японо-китайської війни Карукая брав участь в операції проти порту Амой (Сямень), розташованого біля південного входу до Тайванської протоки. Всього тут залучили загін із 1 важкого крейсера, 4 легких крейсерів та 10 есмінців, проведені яким бомбардування допомогли десанту морських піхотинців заволодіти Амоєм за дві доби.
На момент вступу Японії у Другу світову війну Карукая належав до 32-ї дивізії ескадрених міноносців, яка підпорядковувалась військово-морському округу Чінкай (Chinkai Guard District), призначеному для операцій у районі корейського узбережжя.
21—26 січня 1942-го Карукая та 2 інші есмінці дивізії і легкий крейсер супроводили з японського порту Муцуре до Мако (важлива база на Пескадорських островах у південній частині Тайванської протоки) 19 транспортів, які перевозили війська для майбутнього десанту на схід Яви.
17—20 лютого 1942-го Карукая та ще один есмінець охороняли на переході з Муцуре до Мако 8 транспортів, більшість з яких перевозила підрозділи, призначені для подальшого транспортування в Бірму.
10 квітня 1942-го дивізію, до якої належав Карукая, включили до 1-го ескортного дивізіону Флоту Південно-західної зони (створений для контролю над окупованими територіями Південно-Східної Азії). Як наслідок, 21—26 квітня есмінець супроводив конвой між Муцуре та Мако, після чого до початку жовтня охороняв конвої на трасі між Мако та Кап-Сен-Жак (наразі Вунгтау на півдні В'єтнаму). В цей же період Карукая двічі пройшов з Кап-Сен-Жак до Сінгапуру та назад.
З другої половини жовтня та до початку грудня 1942-го Карукая ескортував конвої між Мако та Манілою, а потім здійснив два ескортні рейси з Маніли до Балікпапану і Таркану (центри нафтовидобувної промисловості на сході острова Борнео) та назад. 12—15 січня есмінець супроводив конвой з Маніли до Такао (наразі Гаосюн на Тайвані), а 27 січня під час виходу з цієї бази дістав пошкодження з навігаційних причин. 28 січня — 3 лютого Фуйо пройшов з конвоєм із Мако до Моджі. Після цього з 7 по 22 лютого по корабель ще раз пройшов з Японії до Формози та назад, а 25 лютого став на ремонт у Майдзуру (обернене до Японського моря узбережжя Хонсю).
З 11 квітня по 3 травня 1943-го Карукая діяв на комунікації між Моджі та Формозою (Такао, Мако), а потім вирушив у конвойний рейс по Південно-Східній Азії, та з 9 травня по 18 червня пройшов за маршрутом Такао — Маніла — Сінгапур — Батавія (наразі Джакарта на заході острова Ява) — Макассар (південно-західний півострів острова Целебес) — Сінгапур — Кап-Сен-Жак — Такао. 20—24 червня Карукая ескортував конвой, що прямував до Моджі, при цьому на завершальному етапі переходу відділився та прибув до Сасебо (обернене до Східнокитайського моря узбережжя Кюсю), де став на короткочасний доковий ремонт.
З 2 липня по 20 серпня 1943-го Карукая працював на комунікації між Моджі та Формозою (Такао, Мако), а потім з 24 серпня по 23 вересня здійснив ескортний рейс до Мікронезії за маршрутом Такао — Маніла — Палау (важливий транспортний хаб на заході Каролінських островів) Маніла — Такао. Далі з кінця вересня 1943-го по середину січня 1944-го есмінець супроводжував конвої між Такао та Моджі, при цьому двічі пройшов ремонт — з 25 жовтня по 20 листопада у Майдзуру та в середину грудня у Сасебо. Під час проходження конвою № 127 (Моджі — Такао) 10—11 січня 1944-го ворожий підводний човен потопив три транспорти, після чого Карукая разом зі ще одним судном в умовах штормового моря підібрали понад сотню вцілілих.
23 січня — 15 лютого 1944-го Карукая пройшов з ескортною місією за маршрутом Такао — Кап-Сен-Жак — Юлін (острів Хайнань) — бухта Камрань (центральна частина узбережжя В'єтнаму) — знову Кап-Сен-Жак — Сінгапур. 20—22 лютого есмінець супроводжував на першому етапі конвой SHIMI-01, що прямував з Сінгапуру до Мірі (центру нафтовидобутку на північно-західному узбережжі Борнео), потім відокремився для полювання за ворожим підводним човном, а 25 лютого все-таки прибув до Мірі. Далі Карукая охороняв конвої MIMA-03 (Мірі — Маніла, 28 лютого — 4 березня), MATA-10 (Маніла — Такао, 7—12 березня), TAMA-11A (Такао — Маніла, 15—18 березня), MAMI-05 (Маніла — Мірі, 20—25 березня), MIMA-06 (Мірі — Маніла, 30 березня — 4 квітня), MATA-17 (Маніла — Такао, 7—11 квітня), TAMO-16 (13—20 квітня, Такао — Моджі). Під час проведення останнього Карукая на завершальному етапі відокремився та прибув до Сасебо, де пройшов черговий короткочасний ремонт.
2 травня 1944-го Карукая вийшов з Сесебо та приєднався до конвою MI-03, який напередодні під охороною есмінця «Сіокадзе» вийшов з Моджі та попрямував у Манілу. 10 травня менш ніж за дві сотні кілометрів на північний захід від Маніли американський підводний човен USS Cod поцілив Карукая двома торпедами. Есмінець затонув, загинуло 73 члени екіпажу.